# 自由劇場
自由劇場（じゆうげきじょう）は、作家・小山内薫と歌舞伎俳優・二代目市川左團次が始めた新劇運動である。1909年（明治42年）から1919年（大正8年）にかけて9回の公演（試演）を行った。

## 概況
自由劇場は劇場や専属の俳優を持たない「無形劇場」で、年2回の公演を目標に、会員制の組織とした。イプセンの『ジョン・ガブリエル・ボルクマン』、ゴーリキーの『夜の宿』、チェーホフの『犬』などの翻訳劇、森鷗外・吉井勇・秋田雨雀などの戯曲を上演した。自由劇場は前後して発足した坪内逍遥の文芸協会とともに、新劇運動のはしりとなり、当時の知識人に好評で迎えられた。
小山内たちの運動のモデルになったのはヨーロッパの「自由劇場運動」 (Théâtre Libre) である。小山内はフランスの自由劇場について詳細に知らなかったが、イギリスのグライン（J. T. Grein）の独立劇場（Independent Theatre Society）を真似たのである。独立劇場もフランス自由劇場の影響で成立したものだから、日本の自由劇場はフランスから始まる自由劇場（演劇運動）の影響を受けたことになる。

## 設立まで
二代目市川左團次は、はじめ市川莚升と名乗っていた。新演劇を始めた川上音二郎の演劇運動に興味をそそられ、影響を受ける。先代から明治座を受け継ぎ、1906年に左團次を襲名するが、襲名披露の興行が大当たりで、収益を元に9か月の外遊に出かけた。劇作家の松居松葉とともに欧米各地を視察し、新しい演出法や興行法を見て刺激を受けた。帰国後、歌舞伎界の革新を志し、明治座で茶屋制度の廃止、女優の起用など改革を試みるがうまくゆかず、責任を取って松居は辞任した。
左團次は作家の小山内薫と意気投合し、翻訳劇を中心に上演する自由劇場を始めることになった。2人は同年代（左團次が1年上）で、ともに10代半ばで鶯亭金升の門に入り、雑俳を学んだ仲であった。

## 公演
小山内は岩村透や島崎藤村らと演目について相談し、イプセンの『ジョン・ガブリエル・ボルクマン』を選び、翻訳を森鷗外に依頼した。誰も実際に『ボルクマン』の舞台を見ていないので、小山内は留学中の友人・大久保栄に問い合わせ、舞台の様子を書き送ってもらった。台詞回し、しぐさ、演出などのすべてが手探り状態であった。
出演は左團次一座の若い歌舞伎俳優らで、女形に加え、女優もいた。ボルクマン役は左團次、フォルダル役は市川左升、エルハルト役は市川團子（後の猿之助）、グンヒルド役は澤村宗之助、エルラ役は市川莚若、ヰルトン夫人役河原崎紫扇（長十郎の伯母）、フリイダ役は市川松蔦（左團次の妹）が演じた。
第1回公演（試演）は1909年11月27日・28日、洋風劇場の有楽座で行われた。イプセン劇の本格的な上演は日本初であり、当時の知識人や若者に好評で迎えられた。その模様は、鷗外の小説『青年』に描かれている。
以後、自由劇場の公演は、第4回（1911年）まで有楽座、第5回以降は帝国劇場（1911年3月開場）で行われた。第5回までは公約通り年2回ペースであったが、6回以降は年1回、1915年から1918年の間は中断し、第9回（1919年）が最後になった。
第3回（1910年）に小山内訳の『夜の宿』（ゴーリキーの『どん底』）を採り上げた。その後、小山内は1912年から1913年に演劇研究のためヨーロッパ各国を訪問し、ロシアでモスクワ芸術座による同作（『どん底』）の舞台を観た。帰国後の第7回（1913年）にその成果を生かして再び『夜の宿』を上演した。この時期が自由劇場の最も充実した時期であったようである。

### 各公演の演目
- 第1回（1909年11月） - ジョン・ガブリエル・ボルクマン（イプセン）
- 第2回（1910年5月） - 出発前半時間（ヴェーデキント）、生田川（森鷗外）、犬（チェーホフ）
- 第3回（1910年12月） - 夜の宿（ゴーリキー）、夢介と僧と（吉井勇）
- 第4回（1911年6月） - 歓楽の鬼（長田秀雄）、河内屋与平衛（吉井勇）、第一の暁（秋田雨雀）、奇蹟（メーテルリンク）
- 第5回（1911年11月） - 寂しき人々（ハウプトマン）
- 第6回（1912年4月） - 道成寺（萱野二十一）、タンタジールの死（メーテルリンク）
- 第7回（1913年10月） - 夜の宿（ゴーリキー）
- 第8回（1914年10月） - 星の世界へ（アンドレーエフ）
- 第9回（1919年9月） - 信仰（ブリウen:Eugène Brieux）

第1回-4回・8回は有楽座、他は帝国劇場。